# Google Desktop
Google Desktop – program służący do przeszukiwania zgromadzonych w komputerze plików (m.in. dokumentów, e-maili, muzyki, zdjęć, chatów oraz historii przeglądanych stron WWW) oraz pozwalający na dodanie użytecznych gadżetów i pluginów rozszerzających funkcjonalność i integrujących z rozmaitymi aplikacjami zarówno sieciowymi (czytnik RSS, Gmail, Google Notebook, etc.) jak i lokalnymi.
Po zainstalowaniu i uruchomieniu Google Desktop indeksuje wybrane pliki. Wyniki przeszukiwania można przejrzeć przez przeglądarkę internetową (co nie oznacza, że są dostępne w sieci, przeglądarka łączy się z programem lokalnie), layout jest przy tym bardzo podobny do używanego w wyszukiwarce Google.
We wrześniu 2011 roku, Google ogłosił zakończenie projektu Google Desktop tj. wszystkich stowarzyszonych elementów wchodzących w jego skład – API, serwisy, pluginy i widgety.
Program przestał być rozwijany 5 września 2011.

## Indeksowane pliki
Typy plików przeszukiwanych przez program:
- E-mail
  - Gmail
  - Outlook
  - Outlook Express
  - Netscape Mail
  - Mozilla Mail
  - Mozilla Thunderbird

- historia odwiedzanych stron w przeglądarkach
  - Internet Explorer
  - Netscape Navigator / Firefox / Mozilla Suite

- dokumenty
  - Word
  - Excel
  - PowerPoint
  - OpenOffice

- historia czatów z komunikatorów
  - AOL Instant Messenger
  - Google Talk
  - MSN Messenger

- inne
  - PDF
  - muzyka
  - wideo
  - zdjęcia
- obsługa innych typów plików jest możliwa dzięki pluginom, m.in.
  - pliki Torrent
  - archiwa 7z, ARJ, bz2, CAB, gz, tar, RAR, ZIP

Istnieje możliwość rozszerzenia o inne typy plików/danych poprzez odpowiednie wtyczki.

## Gadżety i wtyczki
Google Desktop posiadał bazę gadżetów i wtyczek (pluginów) do pobrania rozszerzających funkcjonalność.

## Ryzyko użytkowania
Przedmiotem kontrowersji w poprzednich wersjach programu była domyślnie włączona opcja przechowywania danych o poszczególnych komputerach na serwerach Google. W nowszych wersjach programu opcja jest domyślnie wyłączona, jednocześnie Google zapewnia o swojej polityce prywatności i uspokaja, że dane są przechowywane zgodnie z zasadami poufności. Istnieje także opcja szyfrowania danych, jednakże wiąże się to z oczywistym spadkiem wydajności.
Inną funkcją, która jest przedmiotem kontrowersji, jest pokazywanie w wynikach wyszukiwania usuniętych plików. Opcję tę można dezaktywować.